# Île Iki
 (avril 2019).
Si vous disposez d'ouvrages ou d'articles de référence ou si vous connaissez des sites web de qualité traitant du thème abordé ici, merci de compléter l'article en donnant les références utiles à sa vérifiabilité et en les liant à la section « Notes et références ».
Pour les articles homonymes, voir Iki et Iki (homonymie).

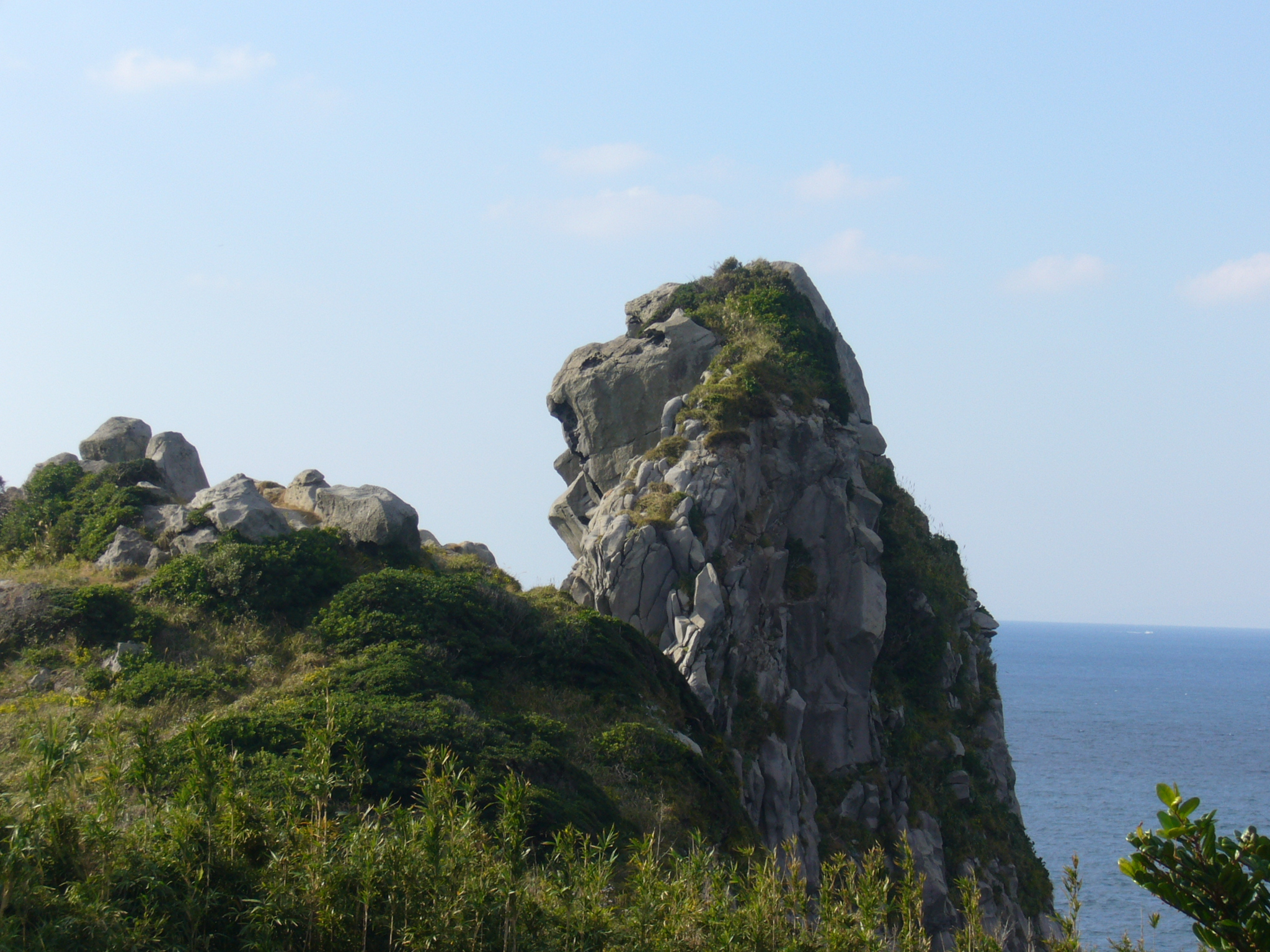
Saruiwa de l'ile d'Iki (2007).

L'île d'Iki (壱岐島, Iki-no-shima), ou l'archipel d'Iki (壱岐諸島, Iki-shotō), est un archipel situé en mer du Japon, plus précisément dans le détroit de Tsushima. Il est administré sous le nom de ville d'Iki, dans la préfecture de Nagasaki, au Japon. Les îles ont une superficie totale de 138,46 km2 avec une population totale de 28 008 habitants. Seules quatre des vingt-trois îles nommées sont habitées en permanence. Avec les îles voisines de Tsu-shima, elles se trouvent dans les limites du parc quasi national d'Iki-Tsushima.

## Géologie
Les îles Iki sont d'origine volcanique : ce sont les sommets basaltiques exposés et érodés d'un stratovolcan massif du Quaternaire actif il y a plus de 400 000 ans.
L'île Iki est légèrement ovale et mesure environ 17 km du nord au sud et 14 km d'est en ouest. Le point le plus haut est le Takenotsuji, un pic faiblement incurvé avec une altitude maximale de 212,9 m. L'altitude moyenne de l'île est de cent mètres.
L'archipel est à environ 20 km au nord-nord-est de la côte de Kyūshū à son point le plus proche, et au sud-est des îles Tsushima.

## Climat
| Mois                                             | jan.      | fév.      | mars      | avril     | mai       | juin      | jui.      | août      | sep.      | oct.      | nov.      | déc.      | année     |
| ------------------------------------------------ | --------- | --------- | --------- | --------- | --------- | --------- | --------- | --------- | --------- | --------- | --------- | --------- | --------- |
| Température minimale moyenne (°C)                | 2,6       | 3,9       | 6,6       | 10,8      | 15,2      | 19,3      | 23,5      | 24,7      | 21,8      | 16,4      | 10,3      | 4,5       | 13,3      |
| Température moyenne (°C)                         | 6,4       | 7,7       | 10,4      | 14,3      | 18,4      | 21,5      | 25,5      | 27,1      | 24,1      | 19,5      | 14,3      | 8,6       | 16,5      |
| Température maximale moyenne (°C)                | 9,6       | 10,9      | 13,6      | 17,7      | 21,8      | 24,3      | 28,3      | 30,1      | 26,7      | 22,5      | 17,6      | 12        | 19,6      |
| Record de froid (°C) date du record              | −4,9 2011 | −5,6 2012 | −1,9 2006 | 1,8 2012  | 7,1 2014  | 12,3 2008 | 17,6 2020 | 17,7 2016 | 13,5 2012 | 7,3 2003  | 1,2 2010  | −2,7 2006 | −5,6 2012 |
| Record de chaleur (°C) date du record            | 19 2020   | 20,2 2004 | 22,7 2014 | 25,1 2015 | 29,1 2019 | 29,6 2018 | 33,9 2018 | 35 2016   | 32,6 2010 | 30,2 2016 | 24,6 2020 | 23,4 2018 | 35 2016   |
| Précipitations (mm)                              | 65,7      | 75,4      | 116,5     | 137,9     | 141,2     | 257,3     | 327,3     | 249       | 150,2     | 106,5     | 90,9      | 80        | 1 797,8   |
| Nombre de jours avec précipitations              | 7,8       | 8,9       | 9,2       | 8,9       | 8,1       | 10,3      | 11        | 8,9       | 9,8       | 6,7       | 8         | 8,4       | 105,9     |
| dont nombre de jours avec précipitations ≥ 10 mm | 2,1       | 2,4       | 3,9       | 4,4       | 4,2       | 6,3       | 6,3       | 4,9       | 4,3       | 2,8       | 2,6       | 2,4       | 46,7      |

| Diagramme climatique                                  |             |              |               |               |               |               |             |               |               |              |         |
| J                                                     | F           | M            | A             | M             | J             | J             | A           | S             | O             | N            | D       |
| 9,62,665,7                                            | 10,93,975,4 | 13,66,6116,5 | 17,710,8137,9 | 21,815,2141,2 | 24,319,3257,3 | 28,323,5327,3 | 30,124,7249 | 26,721,8150,2 | 22,516,4106,5 | 17,610,390,9 | 124,580 |
| Moyennes : • Temp. maxi et mini °C • Précipitation mm |             |              |               |               |               |               |             |               |               |              |         |

| Mois                                             | jan.      | fév.      | mars      | avril     | mai       | juin      | jui.      | août      | sep.      | oct.      | nov.      | déc.      | année             |
| ------------------------------------------------ | --------- | --------- | --------- | --------- | --------- | --------- | --------- | --------- | --------- | --------- | --------- | --------- | ----------------- |
| Température minimale moyenne (°C)                | 3,7       | 4,3       | 7         | 10,8      | 14,8      | 18,5      | 22,7      | 23,9      | 21        | 16,4      | 11        | 5,8       | 13,3              |
| Température moyenne (°C)                         | 6,2       | 6,9       | 9,7       | 13,7      | 17,7      | 20,9      | 24,9      | 26,3      | 23,1      | 18,7      | 13,7      | 8,5       | 15,8              |
| Température maximale moyenne (°C)                | 8,7       | 9,7       | 12,7      | 17,2      | 21,5      | 24,3      | 28,1      | 29,7      | 26,1      | 21,6      | 16,4      | 11,2      | 18,9              |
| Record de froid (°C) date du record              | −5,5 2016 | −5,6 1981 | −1,5 2006 | 1,8 1982  | 9 1984    | 12 1981   | 16,6 2015 | 17,4 2016 | 14,4 1987 | 6,6 1997  | 1,7 1993  | −3,4 2005 | −5,6 1981         |
| Record de chaleur (°C) date du record            | 18,6 2002 | 21,2 2004 | 22,5 2014 | 26,9 1998 | 29,7 2013 | 30,5 2020 | 34,6 1994 | 34,6 2013 | 33 1990   | 29,7 2016 | 25,7 2020 | 22,7 2018 | 34,6 1994 et 2013 |
| Ensoleillement (h)                               | 124,9     | 138,3     | 169,8     | 190,2     | 199,4     | 134       | 174,5     | 195       | 159,2     | 174,2     | 146,9     | 133,8     | 1 951,1           |
| Précipitations (mm)                              | 76,1      | 78,6      | 127,8     | 148,7     | 165       | 273,1     | 316,1     | 250,9     | 173,7     | 94,1      | 97,5      | 79,4      | 1 880,9           |
| Nombre de jours avec précipitations              | 8,5       | 8,3       | 10,1      | 9,4       | 8,9       | 11,6      | 10,9      | 9,5       | 10,4      | 7,3       | 7,9       | 7,8       | 110,6             |
| dont nombre de jours avec précipitations ≥ 10 mm | 2,5       | 2,8       | 4,5       | 4,6       | 4,4       | 6,4       | 6,1       | 5,4       | 4,4       | 2,8       | 3,2       | 2,8       | 49,9              |

| Diagramme climatique                                  |            |            |               |             |               |               |               |             |              |            |             |
| J                                                     | F          | M          | A             | M           | J             | J             | A             | S           | O            | N          | D           |
| 8,73,776,1                                            | 9,74,378,6 | 12,77127,8 | 17,210,8148,7 | 21,514,8165 | 24,318,5273,1 | 28,122,7316,1 | 29,723,9250,9 | 26,121173,7 | 21,616,494,1 | 16,41197,5 | 11,25,879,4 |
| Moyennes : • Temp. maxi et mini °C • Précipitation mm |            |            |               |             |               |               |               |             |              |            |             |

## Histoire
Les îles d'Iki sont habitées depuis le paléolithique japonais et de nombreux artefacts datant des périodes Jōmon, Yayoi et Kofun ont été découverts par des archéologues, indiquant une occupation et une activité humaines continues. Le texte chinois Wèizhì Wōrén chuán (魏志, ishi, 人 伝 en japonais, Gishi wajinden), qui fait partie des Chroniques des Trois Royaumes datant du IIIe siècle, mentionne un pays appelé « Iki » (一支 国, Iki-koku), situé sur un archipel à l'est de la péninsule coréenne. Les archéologues ont provisoirement identifié cela à la grande colonie de Harunotsuji datant de la période Yayoi, l'une des plus grandes découvertes au Japon, où des artefacts découverts indiquent des rapports étroits entre les îles japonaises et le continent asiatique.
Les îles ont été organisées en tant que province d'Iki sous les réformes ritsuryō dans la seconde moitié du VIIe siècle, et le nom Iki-no-kuni apparaît sur des balises en bois trouvées dans la capitale impériale de Nara.
Durant l'époque de Heian, l'île fut attaquée par les pirates jürchen lors de l'invasion Toi de 1019. Par la suite, les îles passèrent sous la domination du clan Matsura, qui développa des relations commerciales entre Goryeo en Corée, Tsushima, Iki et Kyushu. Cependant, les îles ont été à nouveau dévastées par les invasions mongoles du Japon durant l'époque de Kamakura en 1274 et 1281, au cours desquelles de nombreux habitants ont été massacrés. Tout au long de l'époque de Muromachi, les îles ont été une base principale pour les pirates japonais wakō, qui ont pillé les colonies côtières en Corée et en Chine. Après l'établissement du shogunat Tokugawa au cours de l'époque d'Edo, les îles passèrent sous le contrôle du domaine de Hirado.
Après la restauration de Meiji, les îles ont été incluses dans la préfecture de Hirado à partir de 1871, qui est ensuite devenue une partie de la préfecture de Nagasaki.
Les îles ont été fortifiées avec de nombreuses batteries d'artillerie côtière pendant la Seconde Guerre mondiale, mais n'ont connu aucun combat. Des vestiges de ces fortifications se trouvent sur l'île de Wakamiya, au nord de l'île principale Iki. Le 18 novembre 1948, le lieutenant William Downham, du 36e groupe de combat de l'US Air Force stationné à Ashiya Air Field, subit une panne moteur sur son North American P-51 Mustang alors qu'il patrouillait dans le détroit de Corée entre le Japon et la péninsule coréenne. Il a réussi à se parachuter sur l'île d'Iki,.
Dans les années 1960 et 1970, en particulier dans la ville d'Iki, les insulaires étaient connus pour leur surpêche, mais ils imputaient la diminution des captures aux espèces locales de baleines et de dauphins. En 1977, les pêcheurs locaux ont invité les chaînes de télévision à filmer le massacre de dauphins en masse. En réponse, les activistes ont fermement condamné les actes de meurtre des dauphins commis par les pêcheurs. [réf. nécessaire] En raison de la situation de la sériole japonaise déjà en voie de disparition, le gouvernement local de la ville a interdit la pêche commerciale à grande échelle de sériole japonaise après 1982.[réf. nécessaire]
Le maire déclare en septembre 2019 l’état d’urgence climatique pour l’ensemble de l’île, une première au Japon, dû aux typhons, à la disparition de poissons, à la sécheresse et à des précipitations record. Selon lui, « l’impact du changement climatique se manifeste de manière de plus en plus évidente et représente une menace pour la vie des citoyens ».

## Transport
L'île d'Iki possède des terminaux de ferry à Ashibe, Ishida et Gōnoura, qui relient Iki au Japon continental. Situé sur la côte est, l'aéroport d'Iki relie l'île à Nagasaki. La route nationale japonaise 382 relie les hameaux de l'île et la compagnie de bus Iki-kotsu assure les transports en commun.

## Îles
| Photo                                                                                               | Nom | Kanji  | Surface [km²] | Population | Hauteur maximale [m] | Point le plus haut | Coordonnées                   |
| --------------------------------------------------------------------------------------------------- | --- | ------ | ------------- | ---------- | -------------------- | ------------------ | ----------------------------- |
| | Iki-shima                                                                                                   | 壱岐島 | 133.8         | 13,178     | 213                  | Takenotsuji        | 33° 47′ N, 129° 43′ E         |
| | Harushima                                                                                                   | 原島   | 0.53          | 140        |                      |                    | 33° 43′ 23″ N, 129° 38′ 56″ E |
| | Nagashima                                                                                                   | 長島   | 0.51          | 170        |                      |                    | 33° 43′ 38″ N, 129° 37′ 53″ E |
| | Oshima | 大島   | 1.16          | 200        |                      |                    | 33° 44′ 17″ N, 129° 38′ 05″ E |
| | Wakamiyajima                                                                                                | 若宮島 | 0.35          | -          | 99.7                 |                    | 33° 51′ 56″ N, 129° 41′ 11″ E |
| Les coordonnées de Iki Island : sur OpenStreetMap sur Bing Cartes au format KML sur Mapy en tchèque | |        |               |            |                      |                    |                               |
| wikilien alternatif2                                                                                | Les coordonnées de Iki Island : - sur OpenStreetMap - sur Bing Cartes - au format KML - sur Mapy en tchèque |        |               |            |                      |                    |                               |

## Culture
Le shōchū d'orge produit à Iki est protégé et réglementé par l'indication géographique Iki (壱岐).

## Source
- (en) Cet article est partiellement ou en totalité issu de l’article de Wikipédia en anglais intitulé « Iki Island » (voir la liste des auteurs).